# Holešov
Holešov là một thị trấn thuộc huyện Kroměříž, vùng Zlínský, Cộng hòa Séc.